# Новоегорьевка
Новоегорьевка — упразднённый посёлок в Абдулинском районе Оренбургской области. На момент упразднения входил в состав сельского поселения Емантаевский сельсовет. Исключен из учётных данных в 2005 году.

## География
Располагался на левом берегу реки Исьелга, на расстоянии примерно 3,5 километр к северо-западу от села Егорьевка.

## История
По данным на 1931 год посёлок Новоегорьевка состоял из 26 хозяйств. В административном отношении входил в состав Емантаевского сельсовета Абдулинского района Средневолжского края. Являлся отделением колхоза имени Сталина (позже переименован в колхоз имени XXII Партсъезда).
Постановление Законодательного Собрания Оренбургской области от 21 июня 2005 года посёлок исключен из учётных данных.

## Население
По данным на 1930 год в посёлке проживало 156 человек, основное население — мордва.
По переписи 2002 года в посёлке отсутствовало постоянное население.